# A muzsika hangja (film)
A muzsika hangja (eredeti cím: The Sound of Music)  amerikai zenés filmdráma, amelyet Robert Wise rendezett 1964-ben a 20th Century Fox filmstúdió gondozásában. A filmet Hollywood egyik klasszikus musicaljeként, és a világ egyik legsikeresebb filmjeként tartják számon. Jelentős előrelépést hozott Julie Andrews színésznő számára.

## Történet
|  | Alább a cselekmény részletei következnek! |

A történet az 1930-as években, nem sokkal az Anschluss előtt kezdődik. Maria, az árvaként egy salzburgi kolostorban nevelkedett és ott apácának készülő fiatal novícia többet foglalkozik az énekléssel, mint zárdai kötelességeivel. A főnökasszony, miután belátja, hogy Mariából sosem lesz igazi apáca, egy feladattal bízza meg. Noha Maria nem szívesen vállalja, egy időre kénytelen a Osztrák–Magyar Monarchia bukásával tengerét és hajóját is elveszített, nyugállományba helyezett tengerészkapitány, Georg von Trapp szolgálatába állni, akinek felesége halála után nevelőnőre van szüksége.
Az egykor szebb napokat látott nemesi kastélyban a fiatalon megözvegyült, önmagát nem találó kapitány spártai módon, katonás szellemben neveli hét gyermekét. Maria nehezen viseli a szigorú és öröm nélküli életet a házban, mígnem a papa minden tiltása ellenére titokban megszeretteti a gyerekekkel az éneklést. Az ódon kastély hamarosan megtelik vidám dalokkal és harsány zenével. A család jóbarátja, Max segítségével énekegyüttest szerveznek, melyben a gyerekek is fellépnek. Liesl, a legidősebb lány Rolfba, a helyi postásfiúba szerelmes.
Maria és a tengerészkapitány egyre közelebb kerülnek egymáshoz, ám épp akkor, amikor összeházasodnak, elérkezik a német megszállás ideje. A család komornyikjáról, de még Rolfról, a postásfiúról is kiderül, hogy nácik. Az elkötelezett antináci szellemiségű, osztrák hazafi von Trapp kapitány azzal, hogy nem hajlandó kitűzni házára a horogkeresztes lobogót, már felhívja magára a figyelmet és gyanúba keveredik. Mikor hamarosan megkapja a behívóját a német haditengerészethez, nem is válaszol a levélre. Korábbi érdemeire való tekintettel két magas rangú tisztet küldenek hozzá, hogy beszéljék rá az önként bevonulásra, de ha nem sikerül, akkor erőszakkal vigyék magukkal. Mindössze néhány óra marad dönteni. Két lehetőség marad: behódolni vagy menekülni.
Az együttes menedzsere, a nácikkal ugyan nem szimpatizáló, de a helyzettel szembehelyezkedni nem akaró, megalkuvó, ügyeskedő Max az előbbit ajánlja, de a család az utóbbi mellett dönt. A Harmadik Birodalomból azonban nem könnyű elszökni sem. A Salzburgi Fesztiválon épp aznap este lép fel az együttes, erre a kis időre von Trapp haladékot kap, de az eredményhirdetés után azonnal be kell vonulnia az érte küldött tisztek kíséretében.
Ők az utolsó fellépők, így nincs sok idő. Az est műsorvezetője, Max olyan hosszúra nyújtja a finálét és eredményhirdetést, amennyire csak lehetséges. Mire kihirdeti, hogy a Trapp családi kórus a nyertes, ők már elmenekültek.
Az éjszakát az apácáknál, a kolostorban töltik, Maria múltja miatt azonban ott keresik őket először. A kereső csapat egyik tagja Rolf, ő találja meg a rejtőzködő családot. Már riadóztatná a többieket, ám végül Lieslre való tekintettel futni hagyja őket. A család gyalogosan, a hegyeken keresztül menekül át Svájcba.
|  | Itt a vége a cselekmény részletezésének! |

## Történelmi háttér
A film főszereplőit valós személyekről mintázták, a nevek is valósak. Von Trapp az Osztrák–Magyar Monarchia haditengerészetének egyik legsikeresebb tengeralattjáró-parancsnoka volt. Valóban hét gyermeke volt első feleségétől, aki valóban fiatalon meghalt. Maria is valós személy, valóban árva volt, egy ideig zárdában élt és apáca akart lenni, majd nevelőnő lett a kapitánynál. A filmben láthatónál ismeretségük, majd házasságuk viszont jóval korábbi. Maria 1926-ban került a családhoz, 1927-ben házasodtak össze, 1938-ra már három saját gyerekük volt.
1935-ben az addig vagyonos család egy bankcsőd miatt igen rossz anyagi helyzetbe került, az együttest jövedelemszerzési célból alapították. Von Trapp kapitányt valóban be akarták szervezni a német haditengerészethez, de ennek ellenére a család legálisan, Olaszország felé távozott a Birodalomból. Amerikában, az Ausztriára hasonlító Vermont államban települtek le. Az együttes Amerikában is igen sikeres volt, 2000 körüli koncertet tartottak. A gyerekek önállósodása miatt az együttes 1957-ben megszűnt, egyik utolsó közreműködésük Elvis Presley karácsonyi lemezén hallható. Maria a filmkészítés jogát jelképes összegért adta el. Von Trapp 1947-ben halt meg, Maria 1987-ben.
Utódaik családi vállalkozásban üzemeltetett vermonti turistaközpontja mai napig üzemel. A család egykori háza a háború alatt Heinrich Himmler salzburgi rezidenciája volt, jelenleg kastélyszállóként működik.

## Szereplők
| Színész             | Szerep                         | Magyar hang        |
| ------------------- | ------------------------------ | ------------------ |
| Julie Andrews       | Maria                          | Kovács Nóra        |
| Christopher Plummer | Georg von Trapp kapitány       | Ujréti László      |
| Eleanor Parker      | Elsa Schräder bárónő           | Bencze Ilona       |
| Nicholas Hammond    | Friedrich von Trapp            | Bolba Tamás        |
| Heather Menzies     | Louisa von Trapp               | Bika Júlia         |
| Charmian Carr       | Liesl von Trapp                | Báthory Orsolya    |
| Duane Chase         | Kurt von Trapp                 | Szendrei Ferenc    |
| Angela Cartwright   | Brigitta von Trapp             | Egerer Tímea       |
| Debbie Turner       | Marta von Trapp                | Bajor Zsófi        |
| Kym Karath          | Gretl von Trapp                | Görbe Timea        |
| Richard Haydn       | Max Detweiler                  | Makay Sándor       |
| Peggy Wood          | Főnökasszony                   | Vajay Erzsi        |
| Anna Lee            | Margaretta nővér               | Menszátor Magdolna |
| Portia Nelson       | Berthe nővér                   | Tóth Judit         |
| Ben Wright          | Zeller úr                      | Kun Vilmos         |
| Daniel Truhitte     | Rolf                           | Quintus Konrád     |
| Norma Varden        | Schmidt asszony, a házvezetőnő | Feleki Sári        |
| Gilchrist Stuart    | Franz, a komornyik             | Izsóf Vilmos       |
| Evadne Baker        | Bernice nővér                  | Zsurzs Kati        |
| Doris Lloyd         | Eberfeld bárónő                | Tanai Bella        |
| Doreen Tryden       | Agatha nővér                   | Némedi Mari        |
| Marni Nixon         | Sophia nővér                   |                    |

## Díjak és jelölések
- Oscar-díj (1966)
  - díj: legjobb rendező – Robert Wise
  - díj: legjobb vágás – William Reynolds
  - díj: legjobb zene – Irwin Kostal
  - díj: legjobb hang – James Corcoran; Fred Hynes
  - díj: legjobb film – Robert Wise
  - jelölés: legjobb női főszereplő – Julie Andrews
  - jelölés: legjobb női mellékszereplő – Peggy Wood
  - jelölés: legjobb díszlet – Boris Leven; Walter M. Scott; Ruby R. Levitt
  - jelölés: legjobb operatőr – Ted D. McCord
  - jelölés: legjobb jelmez – Dorothy Jeakins
- BAFTA-díj (1966)
  - díj: legjobb női brit színésznő – Julie Andrews
- Golden Globe-díj (1966)
  - díj: legjobb komédia vagy musical
  - díj: legjobb színésznő (komédia vagy musical) – Julie Andrews
  - jelölés: legjobb rendező – Robert Wise
  - jelölés: legjobb női mellékszereplő – Peggy Wood